# 2048：無處可逃
《2048：無處可逃》（英語：2048: Nowhere to Run，或稱為）是一部於2017年發布的美國新黑色科幻短片，是電影《銀翼殺手2049》的三支前傳短片的第二支。該片由路克·史考特執導，漢普敦·芬奇與麥克·葛林編劇，並由戴夫·巴帝斯塔領銜主演。短片的背景設定在2048年的洛杉磯，劇情講述謝波·摩頓（Sapper Morton）在試圖幫助一對母女脫離惡煞騷擾的同時，在眾人面前曝露了自己強大的力量。《2048：無處可逃》於2017年9月15日在網上發布。

## 劇情
該片的背景設定在2048年的洛杉磯，華勒斯開始生產他的新型複製人「連鎖九型」，但卻仍有些「連鎖八型」的複製人在外逃避躲藏。謝波·摩頓（Sapper Morton）是「連鎖八型」的複製人，他即是2022年大斷電那次行動中，一位開油罐車參與戰役的人是他的同袍，謝波摩頓是醫療救護兵，自此不敢洩露身分。由於複製人在2022年大斷電那次行動中，毀掉複製人的註冊資料，使得追捕連鎖八型的舊型複製人變得困難。謝波摩頓得已躲避至今。一日當他走在街上，遇見了一名小女孩艾拉（Ella）和她的母親。摩頓送艾拉一本《權力與榮耀》後，見到洛杉磯警察局（LAPD）的警員在附近巡邏，摩頓進了一家當舖中兜售他找到的活水蛭。不久，摩頓走了出來，看見艾拉母女正遭受惡煞的騷擾，怒氣衝天的摩頓前往阻止，用兇殘且暴力的手段殺光了惡煞。摩頓發現此地不宜久留，便迅速離開了現場。這時，目睹一切的一名LAPD警員打電話給某人，說：「我想我找到你要的複製人了」。

## 製作
2017年8月29日，據報導，《銀翼殺手2049》（2017年）的導演丹尼·維勒納夫挑選了三名電影導演分別執導三支短片，這三支短片主要敘述（1982年，劇情背景設定於2019年）與《銀翼殺手2049》（劇情背景設定於2049年）間所發生的事件。《2048：無處可逃》為三支短片中的第二支，由維勒納夫的好友、《銀翼殺手》導演雷利·史考特之子路克·史考特執導，並由漢普敦·芬奇、麥克·葛林與路克·史考特編劇。該片由皮埃爾·蓋爾掌鏡，耗資20萬美元製作。戴夫·巴帝斯塔在片中飾演心地善良的複製人謝波·摩頓，為了幫助一對母女脫離惡煞的騷擾而暴露了自己的身分。比翁·佛萊柏格客串飾演一名旁觀者。蓋亞·奧特曼（Gaia Ottman）詮釋小女孩艾拉，而奧萊恩·班則負責飾演艾拉的母親。演員亞當·薩維奇、派瑞斯·史坦戈（Paris Stangl）與傑拉德·米勒（Gerard Miller）客串出演該片，但角色不明。

## 發布與反響

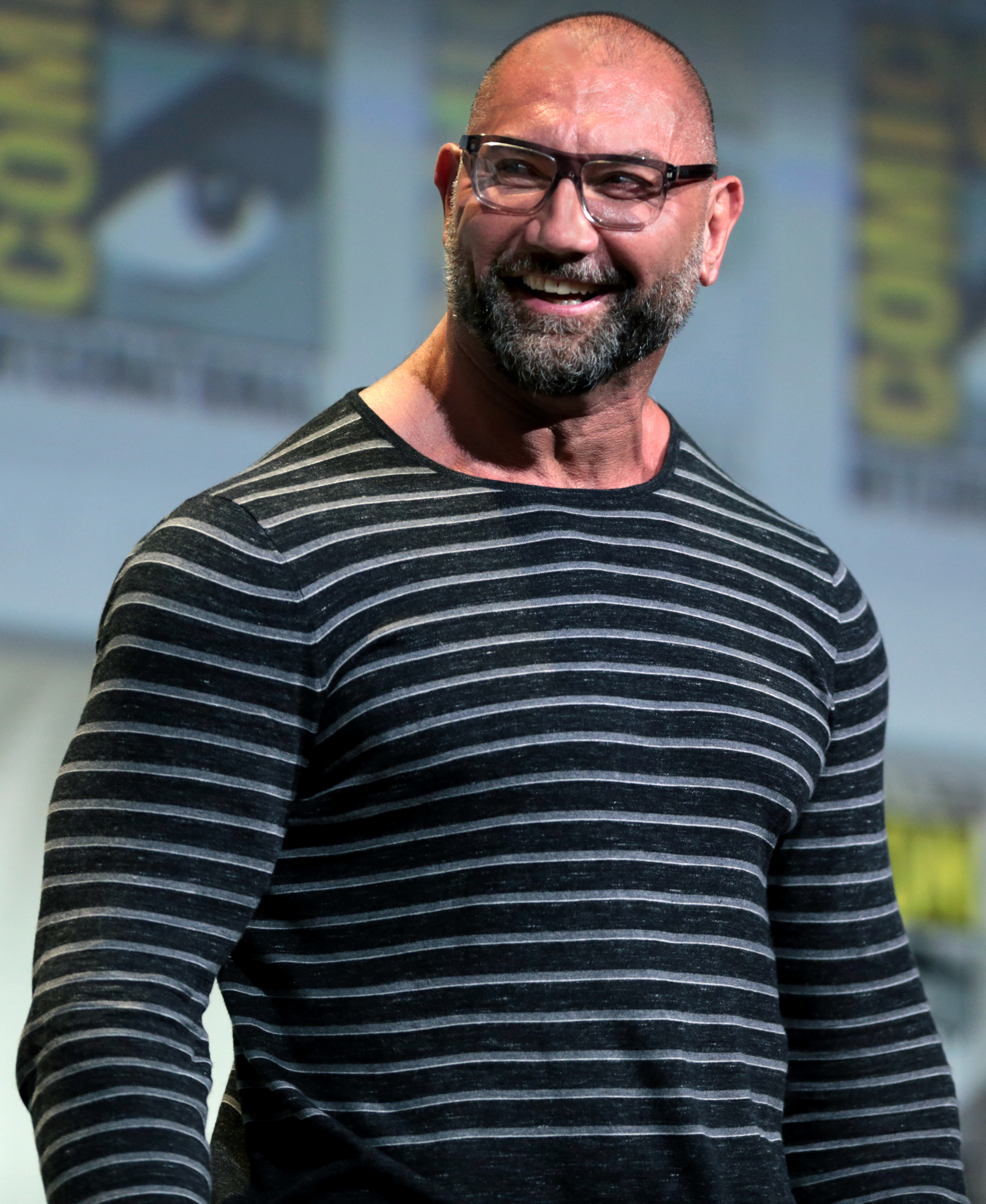
主演戴夫·巴帝斯塔飾演謝波·摩頓的表現獲得評論家的讚美

《2048：無處可逃》於2017年9月15日在iTunes Trailers上首次發布。華納兄弟於9月16日在YouTube上發布了該片的正式版本。《The Verge》的海姆·蓋滕伯格（Chaim Gartenberg）指出，謝波·摩頓與他送給艾拉的書《權力與榮耀》的主人翁有些相似之處。NeonDystopia.com的艾薩克·L·維勒（Isaac L. Wheeler）稱讚該片「比現今大螢幕上的高預算大片還要好」，並認為，片中最感人肺腑的是摩頓將《權力與榮耀》送給艾拉的橋段，指出該橋段讓觀眾迅速了解摩頓是如何看待自己的。《Oriver.style》的高松稻垣（Takatoshi Inagaki）亦有與蓋滕伯格類似的看法。
ScienceFiction.com的尼古拉斯·格拉夫（Nicholas Graff）稱讚了主演戴夫·巴帝斯塔的表現。刊登在Ain't It Cool News（AICN）上的一篇文章稱讚了《2048：無處可逃》。Film-book.com的羅洛·湯瑪西（Rollo Tomasi）在評論中稱讚了該片的打戲。《ForTress》的愛德華·華勒斯（Edward Wallace）稱該片「令人毛骨悚然」。

## 續集
第三支短片《銀翼殺手：2022大斷電》於2017年9月27日在Crunchyroll上首次發布，是一部由渡邊信一郎執導的動畫短片，劇情主要講述大停電的起因。

## 外部連結
- 官方网站
- 互联网电影数据库（IMDb）上《2048: Nowhere to Run》的资料（英文）
- YouTube上的BLADE RUNNER 2049 - "2048: Nowhere to Run" Short（英文）
- YouTube上的【銀翼殺手 2049】前傳影片: 謝波摩頓的真實身分（繁體中文）